# 第149飛行隊 (イスラエル空軍)
イスラエル空軍 第149飛行隊（149 Squadron） は、イスラエル航空宇宙軍の飛行隊である。
別名として、スマッシング・パロット・スコードロン（The Smashing Parrot Squadron）と呼ばれる。
また、資料によっては本飛行隊を第143飛行隊あるいは第143予備役飛行隊などと表現している。

## 歴史
第149飛行隊は、1976年にイスラエル空軍でA-4スカイホークを運用する8番目の (そして最後から2番目の) 飛行隊としてシナイ半島のエツィオン空軍基地（現在のタバ国際空港）で編成された。この時運用したのはA-4E型で、これは運用機種をA-4Nに更新した第140飛行隊の装備していた機材であった。1978年には、第149飛行隊のA-4EもA-4Nに更新された。
1980年11月になると、第149飛行隊はA-4Nと併せてクフィルC2の運用を開始し、イスラエル空軍でクフィルC2を運用する5番目の (そして最後の) 飛行隊となった。1981年になると第149飛行隊のA-4Nは運用停止された。
第149飛行隊はクフィルの機種転換訓練部隊としての性質も持っており、復座型のクフィルTC-2の運用も行っていた。また、機首部分を延長し ("ツニュート・ノーズ"と呼ばれる) 偵察用のカメラ機材を搭載した2機の偵察機型C2も運用していた。
1981年5月4日には、同じイスラエル空軍のF-15との異種航空機戦闘訓練の際に第149飛行隊のクフィルC2が墜落し、この機のパイロットを務めていたヨラム・エイタンが殉職した。彼は、当時イスラエル軍の参謀総長であったラファエル・エイタンの息子であった。
1982年にキャンプ・デービッド合意に基づくイスラエル軍のシナイ半島からの撤退に伴いエツィオン空軍基地が廃止されると、第149飛行隊はオブダ空軍基地に拠点を移した。
1988年7月には、オブダ空港の民間機運用キャパシティー増大のため、第149飛行隊はハツォール空軍基地に移動した。この頃には、他のクフィル飛行隊が新型のF-16A/Bへの更新を始めていたため、第149飛行隊はこれらの飛行隊から移管されたクフィルC2の運用も行った。
第149飛行隊は1991年に解散となり、2機の偵察機型を含むいくつかの機材は、イスラエル空軍で最も遅くまでクフィルの運用を続けた飛行隊である第144飛行隊に移管された。

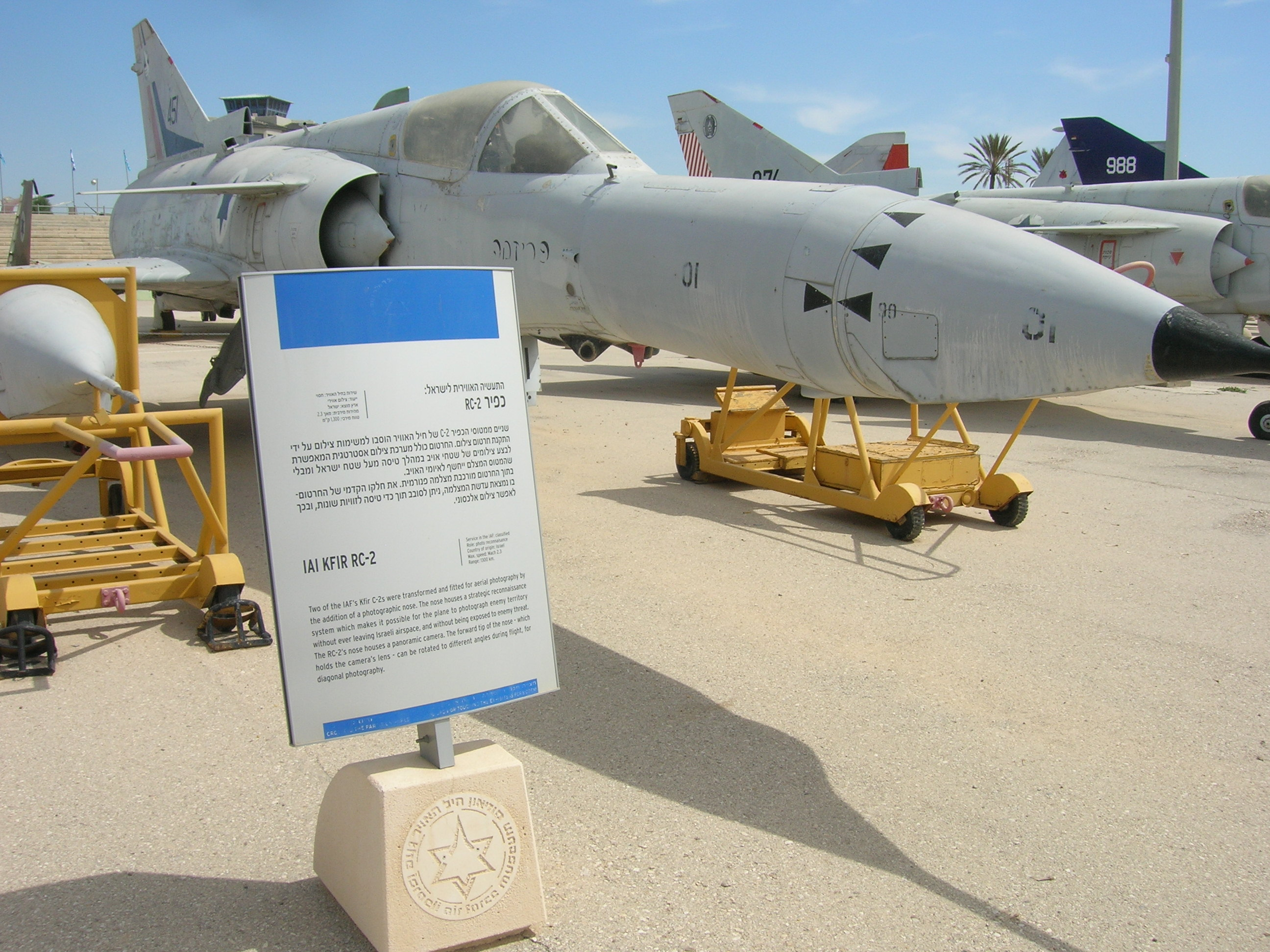
149飛行隊のクフィルC2偵察機型
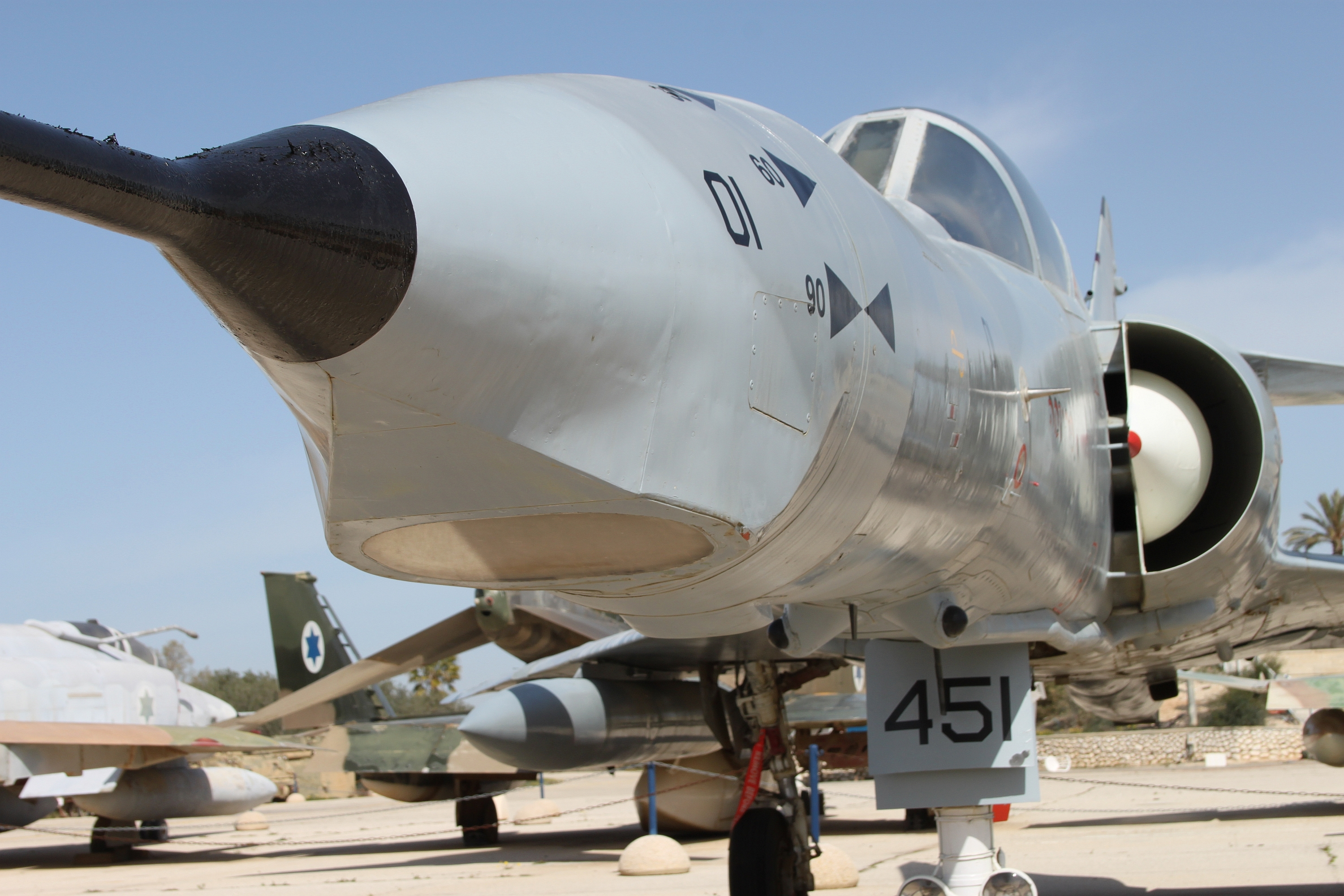
クフィルC2偵察機型の機首部分